# Jauhenija Kuzapalawa
Jauhenija Kuzapalawa (belarussisch Яўгенія Куцапалава, russisch Евгения Владимировна Куцепалова/Jewgenija Wladimirowna Kuzepalowa; * 7. Juni 1978 in Diwnogorsk, Russische SFSR, Sowjetunion) ist eine frühere russische und später belarussische Biathletin.
Jauhenija Kuzapalawa war in den Jahren vor und nach der Jahrtausendwende aktiv. 1998 trat sie in Jericho und Valcartier für ihr Geburtsland Russland startend bei den Junioren-Weltmeisterschaften an und wurde 27 des Einzeln und 15. im Sprint. Bei den Sommerbiathlon-Weltmeisterschaften 2000 in Chanty-Mansijsk gewann sie im Staffelrennen mit Swetlana Dementjewa, Natalja Sokolowa und Jewgenija Michailowa Silber. Ihr Debüt im Biathlon-Weltcup feierte sie nun für Belarus zum Auftakt der Saison 2001/02 in Hochfilzen und wurde in ihrem ersten Sprint 70. In den folgenden Rennen konnte sich Kuzapalawa zunächst verbessern und stabilisieren. In die unmittelbare Nähe der Punkteränge konnte sie jedoch nicht laufen. Dennoch wurde die Belarussin für die Olympischen Winterspiele 2002 in Salt Lake City nominiert. Zunächst wurde sie dort 44. im Sprint und qualifizierte sich damit für das Verfolgungsrennen. Dort konnte Kuzapalawa sich bis auf Rang 28 verbessern. Damit gewann sie auch ihre ersten und einzigen Weltcuppunkte. Mit Wolha Nasarawa, Ljudmila Arlouskaja und Jelena Chrustaljowa lief sie zudem im Staffelrennen auf den siebten Platz. Nach den Spielen lief sie die Biathlon-Europameisterschaften 2002 in Kontiolahti und wurde 15. des Einzels, Neunte des Sprints und 22. er Verfolgung. Wenig später erreichte Kuzapalawa in einem Staffelrennen in Lahti, in dem Ksenija Sikunkowa Chrustaljowa in der Olympiaformation ersetzte, mit Platz sechs ihr bestes Weltcup-Ergebnis in einem Staffelrennen. Nach der Saison hatte sie keine Einsätze mehr auf höchstem internationalem Niveau.

## Biathlon-Weltcup-Platzierungen
Die Tabelle zeigt alle Platzierungen (je nach Austragungsjahr einschließlich Olympische Spiele und Weltmeisterschaften).
- 1.–3. Platz: Anzahl der Podiumsplatzierungen
- Top 10: Anzahl der Platzierungen unter den ersten zehn (einschließlich Podium)
- Punkteränge: Anzahl der Platzierungen innerhalb der Punkteränge (einschließlich Podium und Top 10)
- Starts: Anzahl gelaufener Rennen in der jeweiligen Disziplin

| Platzierung | Einzel | Sprint | Verfolgung | Massenstart | Team | Staffel | Gesamt |
| ----------- | ------ | ------ | ---------- | ----------- | ---- | ------- | ------ |
| 1. Platz    |        |        |            |             |      |         |        |
| 2. Platz    |        |        |            |             |      |         |        |
| 3. Platz    |        |        |            |             |      |         |        |
| Top 10      |        |        |            |             |      | 3       | 3      |
| Punkteränge |        |        | 1          |             |      | 6       | 7      |
| Starts      | 3      | 7      | 4          |             |      | 6       | 20     |